# Tahanea
Tahanea est un atoll situé dans l'archipel des Tuamotu en Polynésie française. Il est administrativement rattaché à la commune d'Anaa.

## Géographie

### Situation
Tahanea est situé à 15 km à l'est de Faaite, l'île la plus proche, ainsi qu'à 78 km au nord-est d'Anaa et à 455 km au nord-est de Tahiti. De forme ovale, l'atoll fait 48 km de longueur et 15,2 km de largeur maximales pour une superficie de terres émergées de 7,7 km2 réparties sur une centaine de petits motus. Son grand lagon couvre une superficie de 522,5 km2 et est accessible depuis l'océan par trois passes situées au nord.
L'atoll n'est pas habité de nos jours de manière permanente, mais quelques maisons se trouvent à l'entrée de la passe nord-est sur le motu Otao.

### Géologie
D'un point de vue géologique, l'atoll est la très fine excroissance corallienne (de seulement quelques mètres) du sommet du mont volcanique sous-marin homonyme, qui mesure 3 375 mètres depuis le plancher océanique, formé il y a 51,7 à 54,3 millions d'années.

## Histoire
La première mention de l'atoll est faite par le navigateur espagnol Domingo de Boenechea le 12 novembre 1774 qui nomme l'île San Blas,. L'explorateur russe Fabian Gottlieb von Bellingshausen aborde l'atoll le 16 juillet 1820 et le nomme Chichagov,. Au cours de son expédition australe, le navigateur Charles Wilkes aborde l'île le 15 janvier 1841.
Au XIXe siècle, Tahanea devient un territoire français, alors peuplé d'environ 100 habitants, où les bateaux viennent en mouillage.

## Économie
La pêche aux holothuries – exportées vers l'Asie – est autorisée depuis 2017 dans les deux tiers du lagon à l'Est d'une ligne reliant le motu Okou au Nord et le motu Toheteu au Sud.

## Faune et flore
À la suite de l'inventaire avifaune complet – qui a notamment dressé la liste des espèces endémiques : Chevalier des Tuamotu (Prosobonia cancellata), Ptilope des Tuamotu (Ptilinopus coralensis), Rousserolle des Tuamotu (Acrocephalus atyphus), Courlis d'Alaska (Numenius tahitensis) ; et une colonie importante de Frégates ariel (Fregata ariel) – la commune et la région ont inscrit en février 2001 Tahanea, avec l'atoll de Motutunga, sur la liste des « espaces naturels protégés et gérés » des Tuamotu.